# Нагаи, Ацуко
Ацуко Нагаи (яп. 長井 淳子, 14 января 1974, Агео) — японская дзюдоистка суперлёгкой весовой категории, выступала за сборную Японии на всём протяжении 1990-х годов. Двукратная чемпионка Азии, чемпионка Восточноазиатских игр, чемпионка летней Универсиды в Пальма-де-Мальорке, победительница многих турниров национального и международного значения. Также известна как тренер по дзюдо.

## Биография
Ацуко Нагаи родилась 14 января 1974 года в городе Агео префектуры Сайтама. Активно заниматься дзюдо начала во втором классе начальной школы, позже проходила подготовку в студенческой команде во время обучения в Университете Сайтамы, состояла в дзюдоистской команде при машиностроительной компании Komatsu. Тренировалась под руководством бронзового призёра Олимпийских игр 1984 года Сэйки Носэ и чемпиона этих Игр Ёсиюки Мацуоки.
Впервые заявила о себе в сезоне 1992 года, получив бронзовую медаль на открытом международном турнире в Лондоне и серебряную медаль на юниорском чемпионате мира в Буэнос-Айресе. Первого серьёзного успеха на взрослом международном уровне добилась в 1993 году, когда попала в основной состав японской национальной сборной и побывала на чемпионате Азии в Макао, откуда привезла награду серебряного достоинства, выигранную в суперлёгкой весовой категории — единственное поражение потерпела в финале от китаянки Тан Лихон. Два года спустя всё-таки завоевала чемпионский титул, взяв верх над всеми соперницами азиатского первенства в Нью-Дели. Тем не менее, на чемпионатах Азии последующих двух лет в Хошимине и Маниле она оба раза была второй, проигрывая в финале южнокорейским дзюдоисткам. Кроме того, благодаря череде удачных выступлений в сезоне 1997 года удостоилась права защищать честь страны на Восточноазиатских играх в Пусане и в итоге получила здесь золотую медаль.
Будучи студенткой, в 1999 году Нагаи отправилась защищать честь страны на летней Универсиаде в Пальма-де-Мальорке, где одолела всех оппоненток и выиграла золото. В следующем сезоне одержала победу на домашнем азиатском первенстве в Осаке и пыталась пройти отбор на летние Олимпийские игры 2000 года в Сиднее, однако сделать этого не смогла, уступив в конкурентной борьбе более удачливой Рёко Тамуре. Их противостояние с Тамурой продолжалось в течение многих лет, в общей сложности они встречались на татами десять раз, и во всех десяти случаях победительницей в этом противостоянии оказывалась Тамура (хотя при этом ей ни разу не удалось победить с иппоном). После того как Тамура выиграла сиднейскую Олимпиаду, Ацуко Нагаи приняла решение завершить карьеру профессиональной спортсменки и перешла на тренерскую работу.
Начиная с 2008 года работает тренером по дзюдо в команде Komatsu Limited, одна из её подопечных Аюми Танимото является двукратной олимпийской чемпионкой в полусреднем весе.